# Rafael Gallardo García
Rafael Gallardo García (Yuriria, 28 de outubro de 1927 – 30 de janeiro de 2021) foi um bispo católico mexicano.

## Carreira
Rafael nasceu em Yuriria e foi ordenado ao sacerdócio na Roma, Itália em 8 de abril de 1950. Foi ordenado pelo Papa João Paulo II como bispo da Diocese Católica Romana de Linares, no México, de 1974 a 1987 e como bispo da Diocese Católica Romana de Tampico, México, de 1987 a 2003.

## Morte
Morreu em 30 de janeiro de 2021, aos 93 anos.